# Велко Велков (революционер)
Вижте пояснителната страница за други личности с името Велко Велков.
Велко Цветков Велков - Скочивирчето е български революционер, прилепски районен войвода на Вътрешната македоно-одринска революционна организация.

## Биография
Велко Скочивирчето е роден на 5 април 1877 година в мариовското село Скочивир, тогава в Османската империя, но по произход е от Чеган. Влиза във ВМОРО и става четник при Георги Сугарев. По-късно става районен войвода в Прилепско. През 1905 година води активна борба с ширещата се в Мариово гъркомания. Загива с цялата си чета в сражение с турска войска при село Клепач на 15 май 1906 година. Погребани са в двора на селската църква „Свети Архангел Михаил“. За него се пее народната песен „На Бога се моли Велко войвода“.
| 1. | Велко Скочивирчето | Скочивир |
| 2. | Христо Романов     | Бърник   |
| 3. | Димитър Берански   | Беранци  |
| 4. | Димитър Енимале    | Битоля   |
| 5. | Костадин Енимале   | Битоля   |
| 6. | Недялко Долиманов  | Сръбци   |
| 7. | Стрезо Милев       | Клепач   |
| 8. | Стоян Гьорчев      | Клепач   |
| 9. | Тасе Костов        | Круша    |

Вероятно през Първата световна война в село Клепач е поставена паметна плоча с имената на загиналите и надпис „Те умряха за свободата на Македония и обединението на България. Тоз, който падне в бой за свобода, той не умира“. През 2021 година паметникът е подменен с такъв на македонска литературна норма, в който е премахнат текста за България, а рождените фамилни имена на четниците са променени с окончание „ски“ вместо „ов“ и „ев“. На 29 септември 2021 година МВнР на България излиза с протестна нота към Северна Македония.